# Réserve (tactique)
Pour les articles homonymes, voir Réserve.
La réserve, parfois appelée réserve de bataille, réserve d'armée ou arrière-garde, en langage militaire, est la partie de l'armée laissée à l'écart de la première phase d'affrontement pour faire face aux développements ultérieurs. Les troupes placées en réserve se tiennent prêtes à intervenir, selon les éventualités, soit comme renfort ou relève de la première ligne, soit pour exploiter le succès de l'attaque initiale, soit encore pour reformer une ligne de défense en cas de rupture ou débordement des premières lignes. Il convient de ne pas la confondre avec la réserve militaire, organisation de mise en disponibilité des hommes et des approvisionnements en temps de paix. 

## Historique

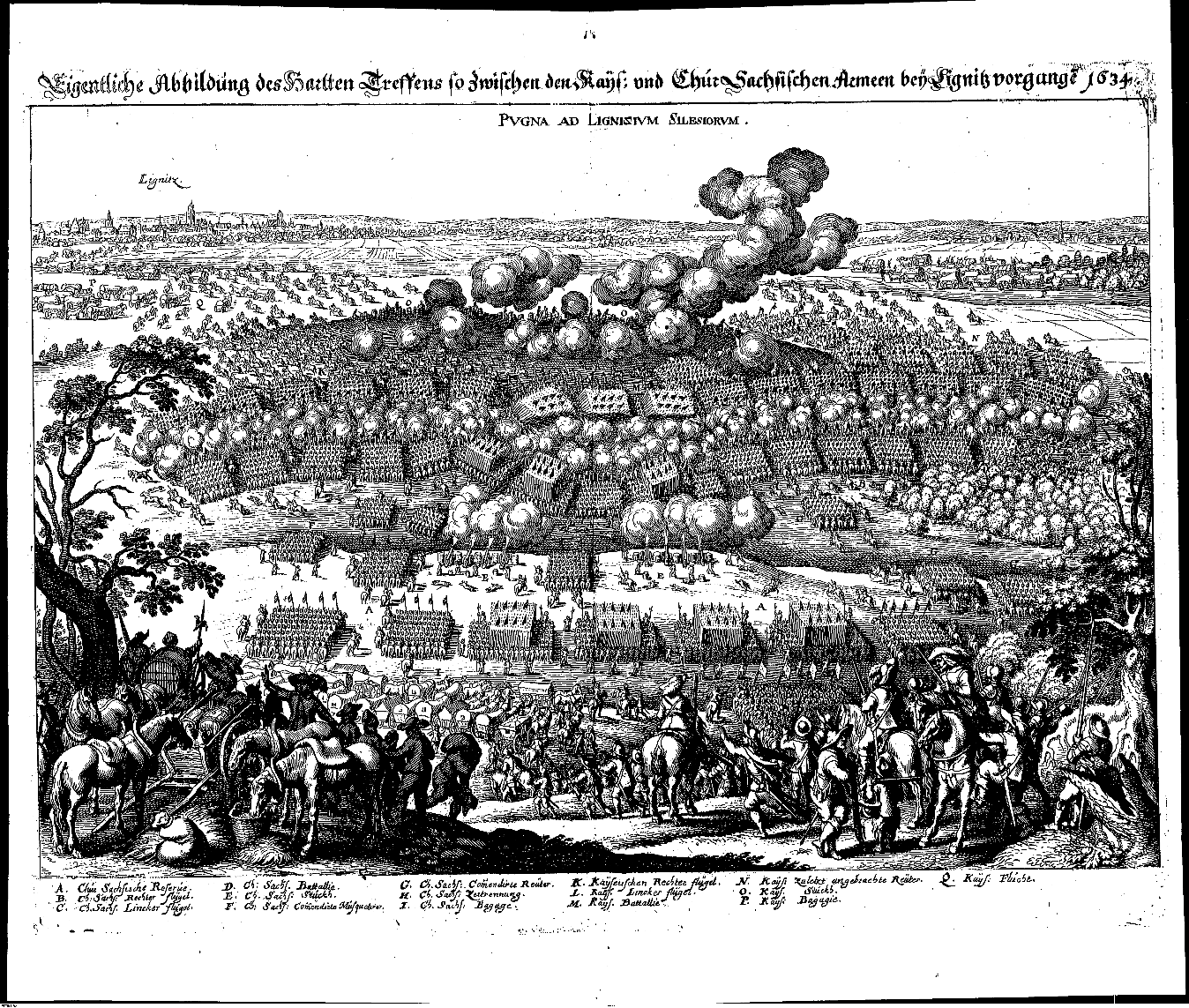
La pendant la guerre de Trente Ans : disposition de l'infanterie en plusieurs corps échelonnés, gravure allemande, 1670.

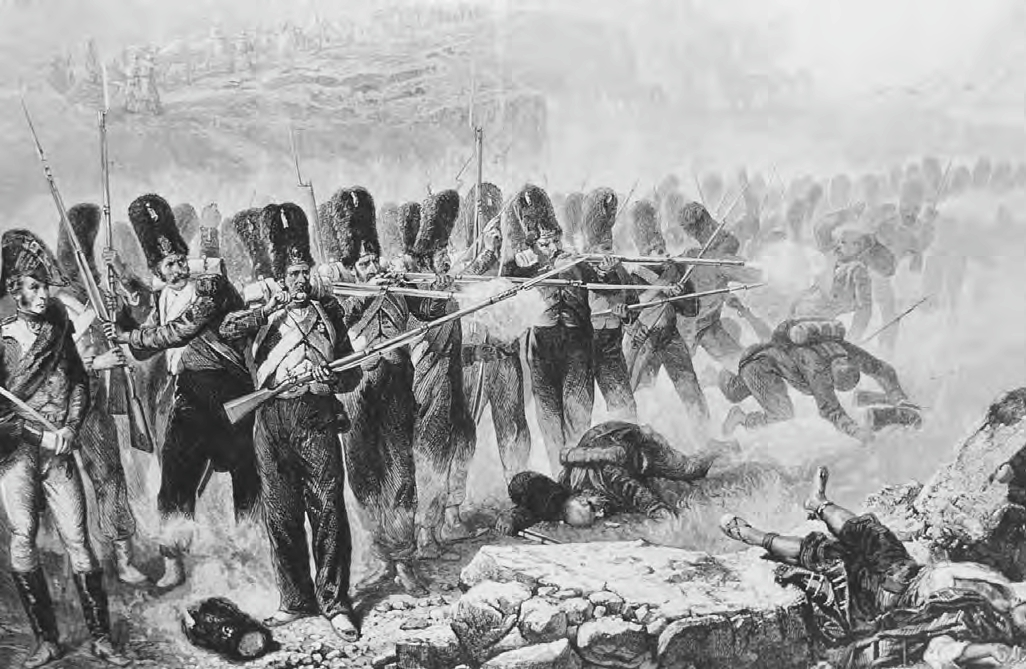
La Vieille Garde napoléonienne, dessin d'Hippolyte Bellangé (1800–1866).

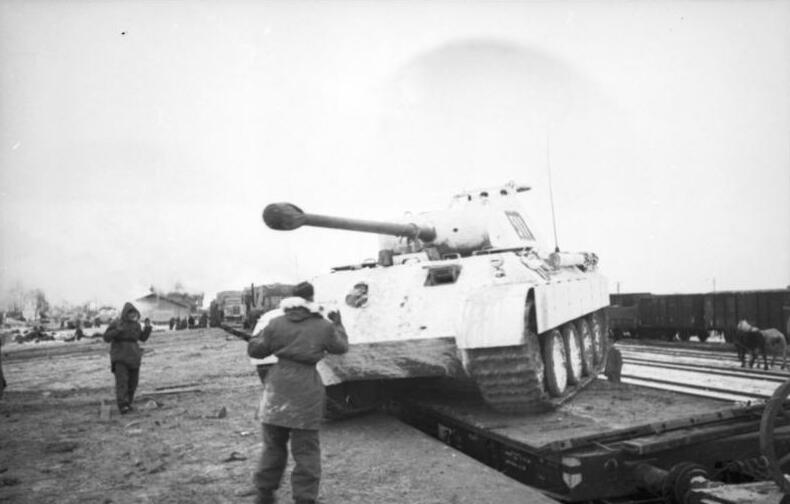
Transport ferroviaire d'une Panzerdivision sur le Front de l'Est en mars 1944.

L'emploi de réserves est déjà attesté lors de la bataille de Qadesh qui oppose le pharaon Ramsès II aux Hittites en 1274 avant J.-C. : Ramsès II, puis son adversaire Muwatalli II font intervenir des corps de renfort au cours de la bataille. Dans la légion romaine du temps de la République, ce rôle est confié aux triarii, vieux soldats lourdement armés chargés d'assurer les arrières des premières lignes, hastati et principes. Le tacticien Végèce, à l'époque impériale, recommande l'usage de réserves d'infanterie et de cavalerie. 
Dans les armées médiévales, on trouve plusieurs exemples où la première ligne opère une retraite, réelle ou simulée, et où une réserve tenue en embuscade tombe par surprise sur les poursuivants et les met en déroute. Les chroniques donnent aussi des exemples de réserve opérative, gardée à l'écart pour être lancée dans la bataille au moment décisif. Ainsi, lors de la bataille de Zalaca en 1086, Youssef Ibn Tachfin, chef des Almoravides, garde en réserve sa garde personnelle constituée de troupes d'élite et la lance à l'assaut contre les Castillans alors qu'ils viennent d'enfoncer ses alliés des royaumes andalous. Le biographe de Guillaume le Maréchal parle avec éloge de la conduite de celui-ci qui, au soir de la bataille de Fréteval (1194), au lieu de prendre part au pillage du camp français, maintient sa troupe en défense contre une possible contre-attaque ; et il cite la parole de Richard Cœur de Lion : « On ne craint pas ses ennemis quand on a une bonne réserve ».
À la Renaissance, l'armée se dispose ordinairement en trois corps: l'avant-garde, la « bataille » (ou corps de bataille) et l'arrière-garde, tenant lieu de réserve ; cette disposition passe pour imitée des mercenaires suisses. Henri IV développe l'usage des réserves de cavalerie mais c'est surtout à Maurice de Nassau et Gustave II Adolphe, au XVIIe siècle, qu'on attribue leur organisation systématique. 
Un exemple célèbre de réserve est la Garde impériale de l'armée napoléonienne, formée de vieux soldats éprouvés et qu'on n'engage qu'au moment décisif : lors de la bataille de Waterloo (1815), Napoléon les lance à l'assaut à la tombée du jour dans une dernière tentative pour rompre l'armée anglo-néerlando-allemande de Wellington ; l'échec de cette attaque scelle le sort de la bataille.
Pendant les deux Guerres mondiales, le développement de la logistique militaire, particulièrement du transport ferroviaire et automobile, agrandit l'échelle du théâtre des opérations et permet aux belligérants de constituer une réserve opérative puis stratégique de l'ordre de plusieurs divisions fortement dotées en artillerie et chars d'assaut, capable de se porter en quelques jours sur des points distants de plusieurs centaines de kilomètres,. 